# Teti (faraone)
Teti (Hor Sehoteptawy), o anche Othoēs secondo Manetone, (... – 2330 a.C.) è stato un faraone appartenente alla VI dinastia egizia.

## Biografia

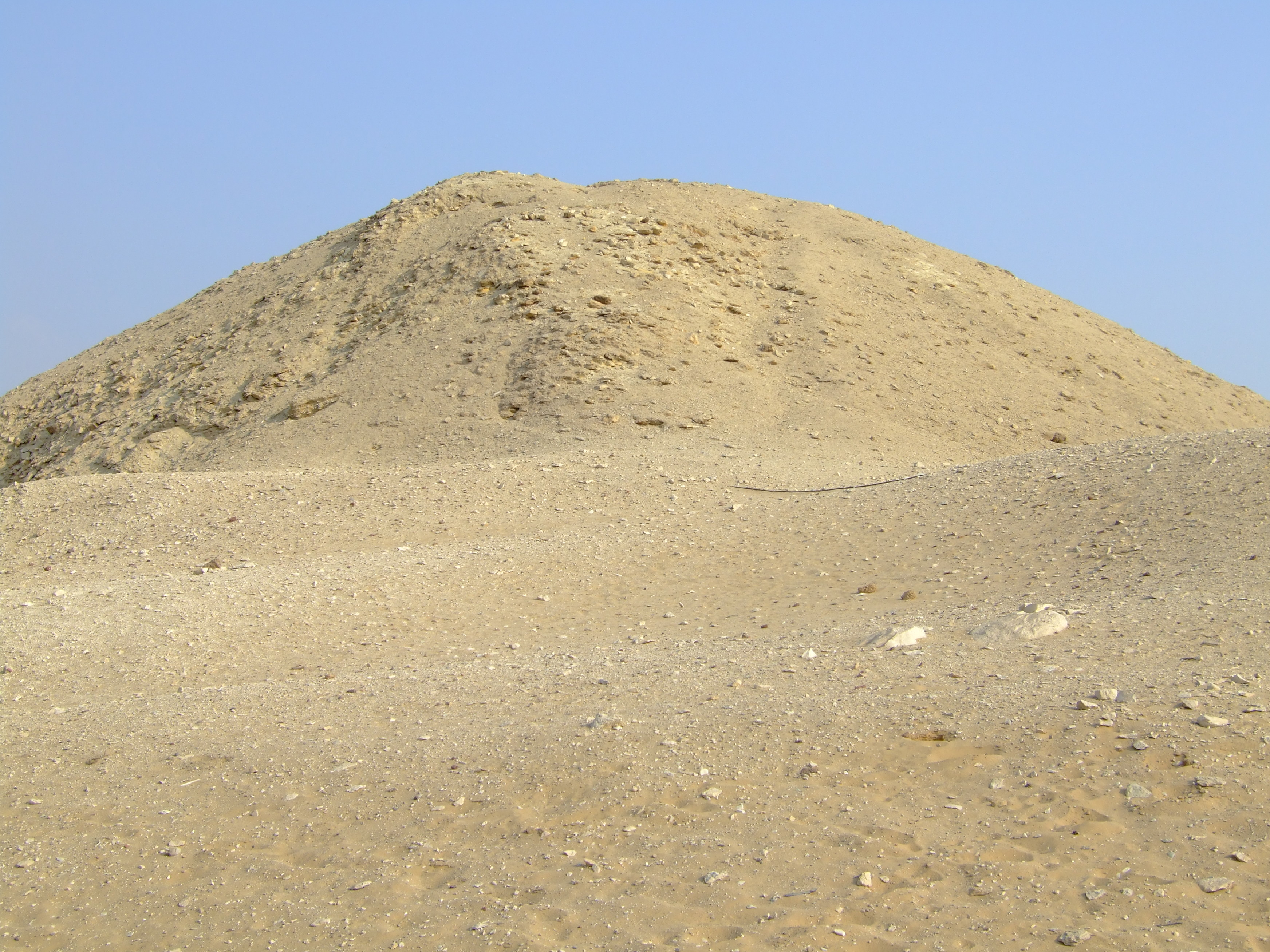
Piramide di Teti a Saqqara

Non sono noti i motivi che stettero alla base del cambio tra la V e la VI, anche se il nome Horo, Sehoteptawy (Colui Che pacifica le Due Terre), potrebbe far pensare ad un periodo di torbidi. È possibile, ed anche probabile, che la moglie principale di Teti, la regina Iput I, fosse figlia dell'ultimo re della precedente dinastia; ma non vi sono prove certe in questo senso.

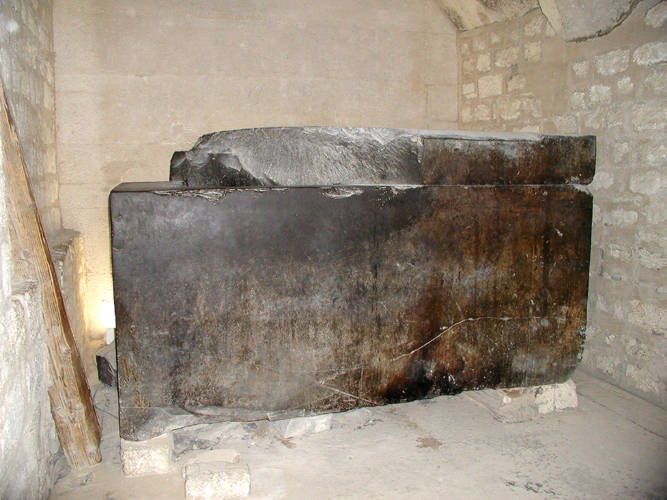
Sarcofago di Teti

Comunque il cambio di dinastia è registrato nel Canone Reale che dopo l'ultimo sovrano della V dinastia riporta il totale dei re e degli anni fino a quel momento.
In un'iscrizione rinvenuta nelle cave di alabastro di Hetnub è ricordato l'anno seguente al sesto computo del bestiame e quindi Teti dovrebbe aver regnato sicuramente almeno per 12 anni mentre Manetone gliene attribuisce 30.

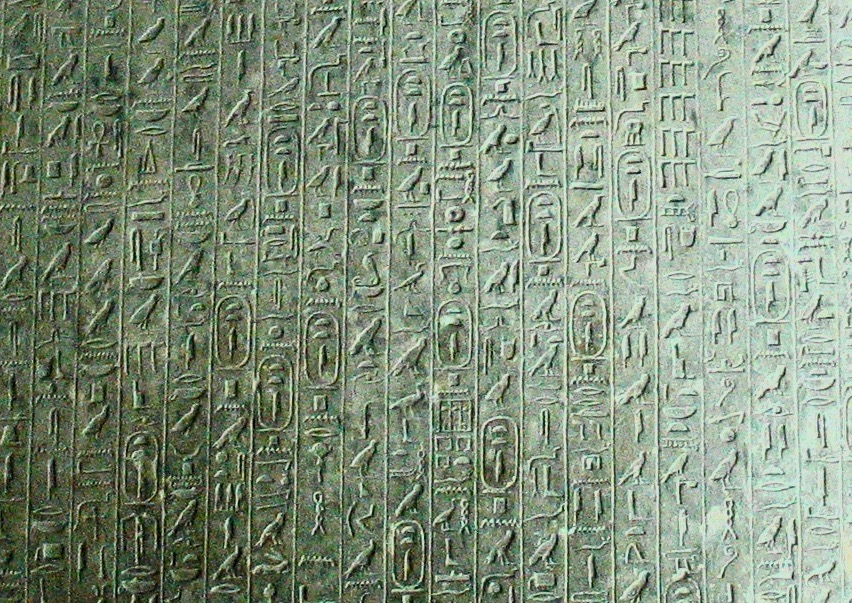
Testi delle piramidi dalla piramide di Teti

Come per altri sovrani il nome, ed i titoli, di Teti si trovano a Biblo, a Punt,  a Tomas, in Nubia a riprova della fitta rete di legami commerciali che legavano l'Egitto al resto del mondo.
Durante il regno di questo sovrano si registrano notevoli cambiamenti negli equilibri tra le varie divinità, cambiamenti che possono significare nuovi equilibri politici tra le località ove era diffuso un certo culto. Il dio dinastico Horo perdette d'importanza nei confronti di divinità locali, fatto che potrebbe anche nascondere un ridotto potere centrale e l'inizio di quei fenomeni centrifughi che porteranno allo sfaldamento dell'antico regno.

## Morte e sepoltura
Secondo Manetone, Othoes (come il sacerdote tolemaico chiama Teti) «fu assassinato dalle sue guardie del corpo» nel corso di un colpo di Stato (ma non è da escludere che sia stato ucciso dall'usurpatore Userkara), circostanza che potrebbe vedere la sua conferma nella circostanza che il successore non fu suo figlio bensì un sovrano praticamente sconosciuto.
La sua piramide si trova nella necropoli di Saqqara a nord di quella di Irmaat. Il suo complesso piramidale è connesso alle mastabe di vari suoi funzionari. Il funzionario Gemniemhat, noto in quanto titolare di una tomba rinvenuta eccezionalmente intatta, a Saqqara, fu anche sacerdote preposto al culto delle piramidi di Teti e Merikara.

## Liste Reali
| t · t | i |

| t · t | i |

| t · t | i |

| t · t | i |

| t · t | i |

| t · t | i |

| t · t | i |

| t · t | i |

| t | t | i |

| t | t | i |

| t | t | i |

| t | t | i |

| t | t | i |

| t | t | i |

| t | t | i |

| t | t | i |

| HASH |

| HASH |

| HASH |

| HASH |

| HASH |

| HASH |

| HASH |

| HASH |

Titolatura
| G5 |

| G5 |

| s | Htp · t · p | tA · tA |

| s | Htp · t · p | tA · tA |

| s | Htp · t · p | tA · tA |

| s | Htp · t · p | tA · tA |

| s | Htp · t · p | tA · tA |

| s | Htp · t · p | tA · tA |

| s | Htp · t · p | tA · tA |

| s | Htp · t · p | tA · tA |

| G16 |

| G16 |

| s | Htp · t · p |

| s | Htp · t · p |

| G8 |

| G8 |

| sn · G5 · nbw |

| sn · G5 · nbw |

| M23 · X1 | L2 · X1 |

| M23 · X1 | L2 · X1 |

| t · t | i |

| t · t | i |

| t · t | i |

| t · t | i |

| t · t | i |

| t · t | i |

| t · t | i |

| t · t | i |

| G39 | N5 |

| G39 | N5 |

| t · t | i | p · t | H | mr | r · n |

| t · t | i | p · t | H | mr | r · n |

| t · t | i | p · t | H | mr | r · n |

| t · t | i | p · t | H | mr | r · n |

| t · t | i | p · t | H | mr | r · n |

| t · t | i | p · t | H | mr | r · n |

| t · t | i | p · t | H | mr | r · n |

| t · t | i | p · t | H | mr | r · n |

## Altre datazioni
| Autore        | Anni di regno         |
| ------------- | --------------------- |
| von Beckerath | 2322 a.C. - 2312 a.C. |
| Malek         | 2311 a.C. - 2281 a.C. |